# Stephanotis floribunda
Stephanotis floribunda Jacques è una pianta rampicante fiorifera della famiglia Apocynaceae), nota come gelsomino del Madagascar.

## Descrizione

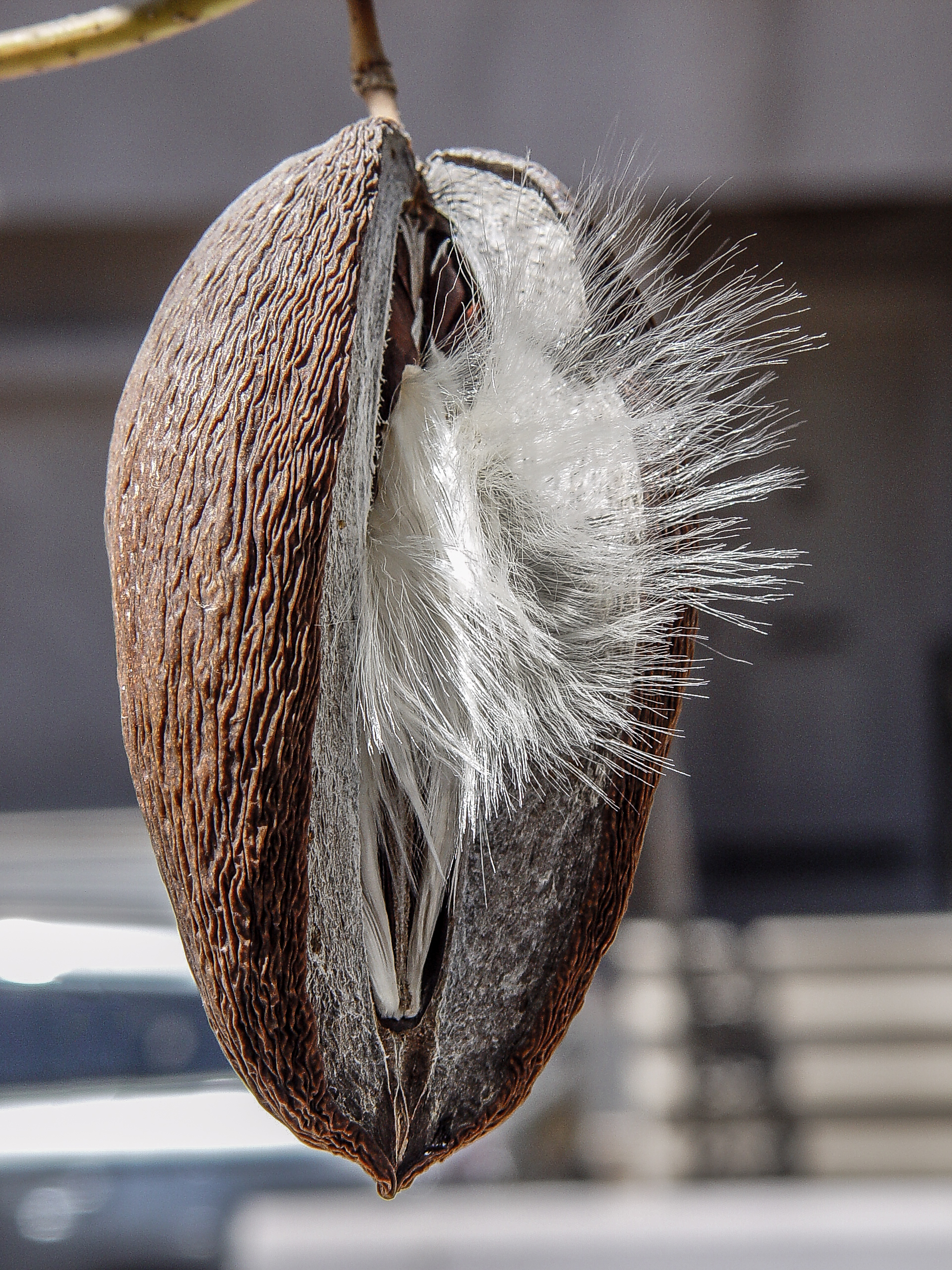
Frutto parzialmente deiscente che lascia intravedere i semi dotati di pappo

È un rampicante vigoroso, con fusto che diviene semilegnoso nel corso degli anni. Può arrivare ad un'altezza di 2-6 metri.
Ha foglie ovali, lunghe 8–10 cm, di colore verde scuro e consistenza carnosa, che crescono in coppie ad intervalli regolari.

I fiori sono cerei, a forma di stella e molto profumati, lunghi circa 3 cm, riuniti a grappoli, e si formano in estate; essi diventano gialli dopo parecchi giorni. Hanno lunga durata e sono piacevolmente profumati, specie dopo il calar del sole.
I frutti, di forma ovoidale, contengono numerosi semi dotati di pappo.

## Biologia
La forma tubulare dei fiori e la loro tendenza a sprigionare il loro odore durante le ore notturne depongono a favore di un meccanismo di riproduzione per impollinazione entomogama ad opera di lepidotteri notturni.

## Distribuzione e habitat
È una specie endemica del Madagascar.

## Coltivazione
Sono ampiamente coltivate come piante da giardino. La pianta cresce meglio in ambienti luminosi, tropicali o all'interno.
Si propaga tramite talea o con i semi.

## Usi
I suoi fiori ad imbuto sono un componente comune dei bouquet da sposa.